# Остеоліт
Остеоліт (рос. остеолит; англ. osteolite; нім. Osteolith m) — мінерал, фосфорит, який утворився переважно з кісток. За складом відповідає гідроксилапатиту.
Хімічна формула:  Са5[OH(PO4)3].
Назва походить від грецьк. «остеон» — кістка і «літос» — камінь (C. Bromeis, 1851).
Синоніми: (рідко) кістковий фосфорит.